# Урюпин переулок
Урю́пин переулок — переулок в Кировском районе Санкт-Петербурга. Проходит от Майкова переулка за улицу Маршала Говорова.

## История
6 октября 1923 года Тургеневский переулок был переименован в Урюпин переулок (от Лермонтовского переулка до Михайловского переулка), в честь Василия Урюпина, рабочего Путиловской верфи, участника Февральской революции 1917 года. В 1957 году из Урюпина переулка выделен Тургеневский переулок (от Лермонтовского переулка до Майкова переулка). Участок у Михайловского переулка закрыт в два этапа в 1980-е и 1990-е годы.

## Достопримечательности
- № 2/6 — дом начала XX века, в советское время был переоформлен в стиле сталинский ампир. В 2020 году в СМИ появилась информация, что выкупившая здание компания «Левадия» собирается снести его, перестроив под видом реконструкции, мотивировав невозможностью сохранить оригинальные конструкции[3]. Осенью 2022 года Следственный Комитет запросил материалы по проекту реконструкции в рамках расследования уголовного дела, возбуждённого против чиновников КГИОП[4].